# Manuel Hernández García
Manuel Alejandro Hernández García (Cartagena, 24 de agosto de 1984) es un expiloto de motociclismo de velocidad español que compitió internacionalmente entre la temporada de 2003 y la de 2008.

## Biografía
Siguiendo la carrera de su padre, que también participó en el Campeonato del Mundo de Motociclismo veinte años antes, después de correr en el Campeonato de España y en el Campeonato de Europa de 125cc desde 2002. Hizo su debut en el Mundial 2003 en 125 cc con Aprilia RS 125 R como piloto invitado en el Gran Premio de la Comunidad Valenciana, en el que acabó en el 27.º lugar. Este mismo año obtuvo la 3.ª posición en el Campeonato español de 125cc y el séptimo puesto en el Europeo del octavo de litro.
El debut real se pospone en el año siguiente, siempre con la misma moto, participando en 5 carreras pero sin entrar en zona de puntos. En la misma temporada volvió a ser tercero en el Campeonato de España de 125cc. y el 14.º en el campeonato europeo del octavo de litro.
En 2005 sigue en Aprilia pero con el equipo Totti Top Sport-NGS y en las dos últimas carreras con una Honda RS 125 R del equipo Angaia Racing.
En el 2006 continua con el equipo Nocable Angaia Racing sobre una Aprilia, acabando en el 28.º al final de la temporada.
En el 2007, participa en dos carreras del Superstock 1000 FIM Cup con una Yamaha YZF-R1 del equipo DBR Racing como pilota sustituto y vuelve al Mundial de motociclismo 2008 del Mundial, esta vez en 250cc con una Aprilia RSV 250 del equipo Blusens Aprilia, acabando el año con 5 puntos.

## Resultados en el Campeonato del Mundo
Sistema de puntuación de 1993 hasta 2022:
| Posición | 1.º | 2.º | 3.º | 4.º | 5.º | 6.º | 7.º | 8.º | 9.º | 10.º | 11.º | 12.º | 13.º | 14.º | 15.º |
| Puntos   | 25  | 20  | 16  | 13  | 11  | 10  | 9   | 8   | 7   | 6    | 5    | 4    | 3    | 2    | 1    |

### Carreras por año
(Carreras en negrita indica pole position, carreras en cursiva indica vuelta rápida)
| Año  | Cat.  | Moto    | 1       | 2       | 3       | 4      | 5      | 6       | 7      | 8       | 9       | 10     | 11     | 12     | 13      | 14     | 15      | 16      | 17     | Pts. | Pos. |
| ---- | ----- | ------- | ------- | ------- | ------- | ------ | ------ | ------- | ------ | ------- | ------- | ------ | ------ | ------ | ------- | ------ | ------- | ------- | ------ | ---- | ---- |
| 2003 | 125cc | Aprilia | JAP -   | RSA -   | ESP -   | FRA -  | ITA -  | CAT -   | NED -  | GBR -   | ALE -   | CZE -  | POR -  | RIO -  | PAC -   | MAL -  | AUS -   | VAL DNQ |        | 0    | -    |
| 2004 | 125cc | Aprilia | RSA -   | ESP Ret | FRA -   | ITA -  | CAT 24 | NED -   | RIO -  | ALE -   | GBR -   | CZE -  | POR 23 | JAP 18 | QAT -   | MAL -  | AUS -   | VAL 25  |        | 0    | -    |
| 2005 | 125cc | Aprilia | ESP 10  | POR 15  | CHN Ret | FRA 14 | ITA 13 | CAT 26  | NED 17 | GBR Ret | ALE 23  | CZE 20 | JAP 19 | MAL 24 | QAT Ret | AUS 22 | TUR 25  | VAL 19  |        | 12   | 24.º |
| 2006 | 125cc | Aprilia | ESP 18  | QAT 19  | TUR 18  | CHN 21 | FRA 22 | ITA DSQ | CAT 14 | NED 18  | GBR Ret | ALE 28 | CZE 14 | MAL 22 | AUS Ret | JAP 24 | POR 24  | VAL 21  |        | 4    | 28.º |
| 2008 | 250cc | Aprilia | QAT Ret | ESP 14  | POR -   | CHN -  | FRA -  | ITA -   | CAT -  | GBR -   | NED -   | ALE -  | CZE -  | RSM 13 |         | JAP 19 | AUS Ret | MAL 16  | VAL 16 | 5    | 23.º |